# Deselvics István
Deselvics István (lébényszentmiklósi) (17. század) evangélikus lelkész.

## Élete
Győri származású; 1635-ben a Lipcsei Egyetemen, 1636. február 7-étől Lutherstadt Wittenberg egyetemén tanult, azután Széchy György grófnak, Murány vára urának udvari lelkésze volt.

## Munkái
Tizenkét idvösseges Elmelkedesek… Bártfa, 1639 és Lőcse, 1639 (Kegelius Fülöpnek ezen latin munkáját a református Debreczeni Péter 1637-ben Leidában már kiadta volt, midőn azt Homonnay Drugeth Mária kivánságára Deselvics az eredetivel összevetve, lutheranus szellemben újra kiadta.)